# Хоакин де Артеага-и-Эчагуэ
Хоакин Игнасио де Артеага-и-Эчагуэ (исп. Joaquín de Arteaga y Echagüe; 5 сентября 1870, Сан-Себастьян — 4 января 1947, Мадрид) — испанский дворянин, политик и парламентарий, глава Дома Инфантадо и 17-й герцог дель Инфантадо (1916—1947).

## Биография
Родился в Сан-Себастьяне 5 сентября 1870 года. Единственный сын генерала Андреса Авелино де Артеага-и-Сильва, 7-го маркиза Вальмедиано (1833—1910), и Марии де Белен Эчагуэ-и-Мендес де Виго (1847—1907), дочери Рафаэля де Эчагуэ, 1-го графа Серральо (1815—1887), и Марии де ла Мерседес Мендес де Виго и Осорио (1811—1864).
В 1882 году его отец унаследовал от своего двоюродного деда Мариано Тельес-Хирона (умер бездетным) герцогство Инфантадо и семь других титулов из-за того, что испанская корона не хотела, чтобы многочисленные почести покойного герцога перешли к одному наследнику. Он учился у иезуитов в Чамартин-де-ла-Роса и в Намюрском колледже в Бельгии.
В 1894 году его отец, Андрес Авелино де Артеага-и-Сильва, 16-й герцог дель Инфантадо, дал ему графство Коррес и маркизат Сантильяна, исторический титул наследников Инфантадо. Он воспользовался своим состоянием, чтобы управлять промышленными компаниями Hidráulicas Santillana, CEGUI. Сторонник нейтралитета в Первой мировой войне, он был депутатом в течение двадцати пяти лет и сенатором во время правления короля Альфонсо XIII. Он был испанским грандом-джентльменом, практиковавшим и служившим последнему монарху, с которым его связывала близкая дружба, входившая в его ближайшее окружение.
76-летний Хоакин де Артеага скончался в Мадриде в 1947 году.

## Брак и потомство
Он женился на Изабель Фальгера-и-Морено (8 апреля 1875—1968), 3-й графине Сантьяго, дочери Хосе Фальгера Ласа (+ 1883), 2-го графа Сантьяго, и Элизы Морено Москосо де Альтамира.
- Мария Белен де Артеага-и-Фальгера (30 июля 1899—1993), 18-я маркиза Тавара, 11-я маркиза Лаула.
- Андрес Авелино де Артеага-и-Фальгера (1901—1902)
- Мария Кристина де Артеага-и-Фальгера (6 сентября 1902 — 13 июля 1984) — в процессе беатификации — историк и монахиня-иеронимитка
- Иньиго де Лойола де Артеага-и-Фальгера (14 ноября 1905 — 19 марта 1997), 18-й герцог дель Инфантадо, 14-й герцог Франкавилья, 19-й маркиз Сантильяна, 17-й маркиз Сеа, 13-й маркиз Армуния, 13-й маркиз Эстепа, маркиз Ариса и маркиз де Вивола, 10-й маркиз Монте-де-Вай, 9-й маркиз де Вальмедиано, 12-й граф Монклова, 6-й граф Коррес и 4-й граф Сантьяго, женат сначала на Ане Розе Мартин и Сантьяго-Конча, а затем на Марии Кристине Саламанке и Каро, 7-й графине Залдивар
- София де Артеага-и-Фальгера (1907—1920).
- Хайме де Артеага-и-Фальгера (1908—1938), 16-й граф Эль-Сид и 5-й граф Серральо
- Мария Тереза де Артеага-и-Фальгера (27 декабря 1909 — 3 апреля 1962), 12-я маркиза Ла-Элиседа, вышла замуж за Франсиско де Асис Морено-и-Эррера, 6-го графа де лос Андес (1881—1966)
- Элиза де Артеага-и-Фальгера (1912—2008), 16-я графиня Ампудиа, замужем за Альфонсо Казансом Гомесом.
- Франсиско де Борха де Артеага-и-Фальгера (1916—1937).

## Наследие
Его творческие интересы в качестве покровителя заставили его купить и восстановить многие старые вещи герцогов Инфантадо; таким образом, он восстановил замок Виньюэлас и замок Мансанарес-эль-Реаль, купил замок Ла-Калаорра в 1913 году и попытался переместить его в Мадрид. Он также сделал это с Паласио-де-лос-Ласкано и замком Рекесенс. В Гранаде он приобрел Кармен де лос Мартирес после финансового кризиса 1929 года.
Восстановил испанский колледж Сан-Клементе в Болонье (Италия).

## Парламентарий
- Депутат избран от округа Сумая (провинция Гипускоа) на выборах, состоявшихся 5 апреля 1896 года, получив 3168 голосов из 3172
- Депутат избран от округа Сумая (провинция Гипускоа) на выборах, состоявшихся 27 марта 1898 года, получив 2756 голосов из 2757
- Депутат избран от округа Сумая (провинция Гипускоа) на выборах, состоявшихся 16 апреля 1899 года, получив 2829 голосов из 2840
- Депутат избран от округа Сумая (провинция Гипускоа) на выборах, состоявшихся 16 мая 1901 года, получив 2358 голосов из 2358
- Судебный прокурор, назначенный главой государства во время Первого законодательного собрания испанских судов (1943—1946 годы).

## Дворянские титулы
Хоакин де Артеага имел следующие испанские дворянские титулы:
- 17-й герцог дель Инфантадо
- 18-й маркиз Сантильяна
- 15-й маркиз Сеа
- 12-й маркиз де Армуния
- 12-й маркиз Ариса
- 12-й маркиз Эстепа
- 12-й маркиз Вивола
- 11-й маркиз Элиседа (после восстановления в его пользу в 1921 г.)
- 10-й маркиз Лаула (после восстановления в его пользу в 1913 г.)
- 9-й маркиз Монте-де-Вэй (после восстановления титула в 1913 г.)
- 8-й маркиз де Вальмедиано
- 20-й граф Сальданья
- 18-й граф Реал де Мансанарес
- 15-й граф дель-Сид (титул восстановлен для него в 1921 году)
- 15-й граф Ампудиа
- 11-й граф Монклова
- 13-й граф Санта-Эуфемия
- 5-й граф Коррес
- 4- й граф Серальо
- 23-й сеньор де ла Каса-Ласкано
- Адмирал Арагонский.